# Yehoshua Blau

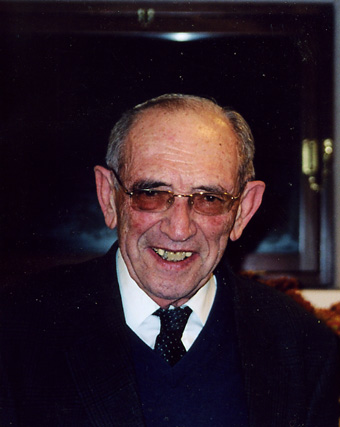

Yehoshua Blau (Hebreo:  יהושע בלאו) (22 de septiembre de 1919 - 20 de octubre de 2020) fue un experto israelí de lengua árabe y literatura, anteriormente  Profesor Emérito en la Universidad hebrea de Jerusalén.

## Vida y carrera
Nació en Cluj, Rumania en septiembre de 1919. Se mudó a la Palestina británica con su familia en 1938. Ganó el grado de maestro en hebreo, árabe y estudios Bíblicos en 1942. Se casó con Shulamit en 1945 y  tuvieron un hijo y una hija. Su doctorado fue interrumpido por la Guerra árabe-israelí en 1948, durante la cual, sirvió en las Fuerzas de Defensa del Israel en una unidad de inteligencia. Recibió un PhD en 1950 por su disertación, "La Gramática Judeo-árabe." Con anterioridad a su carrera académica, enseñó en institutos y publicó varias gramáticas hebreas. Brevemente enseñó en la Universidad de Tel Aviv antes de tomar una posición académica en la Universidad hebrea de Jerusalem, donde enseñó desde 1957 a 1986. Incluso después de su jubilación, fue profesor emérito e informalmente guio a estudiantes de posgrado a fines de los años 90s. Fue miembro activo de la Academia de la Lengua hebrea desde los años 50s y sirvió como su presidente desde 1981 a 1993. Continuó editando su revista hasta 1999.
Fue elegido como Socio de la Academia británica en 1983.  Publicó varios libros y artículos en los idiomas árabe y hebreo, y los idiomas semitas en general, en hebreo e inglés (y ocasionalmente en alemán). Fue elegido como miembro de la Academia Israelí de Ciencias y Humanidades en 1968.

## Trabajos seleccionados
- Una gramática de hebreo Bíblico (Porta linguarum Orientalium: Neue Serie 12).  Wiesbaden: O. Harrassowitz. (1976)
- Sobre Pseudo-Correcciones en Algunos Idiomas Semitas.  Jerusalén: Academia Israelí de Ciencias y Humanidades. (1970)
- Fonología y Morfología del hebreo Bíblico (LSAWS 2). Winona Lake: Eisenbrauns. (2010)